# Cheese People (альбом)
Cheese People — официальный дебютный альбом российской группы Cheese People, выпущенный компанией «Снегири Музыка» в сентябре 2008 года.

## Об альбоме
В Cheese People вошли 11 из 17 треков, уже обнародованных группе на самиздатовском альбоме Psycho Squirrel. Композиция «I Hate This Sound» была записана группой летом 2008 года, в качестве бонус-трека. В остальном, материал альбома остался практически без изменений — однако, чтобы обезопаситься от обвинений в нарушении авторского права, из песни «Moon» пришлось извлечь семпл из песни Бритни Спирс «…Baby One More Time».
Ремастеринг альбома был сделан летом 2008 года Михаилом Габолаевым на студии «Правда Про». В июле 2009 года лейбл FabTone Records переиздал альбом Cheese People в Японии. Трек-лист японского издания дополнился ещё одним бонус-треком — ремиксом группы Gari на песню «Ua-a-a».

## Оформление
Оформление альбома было доверено австралийскому дизайнеру Марку Линчу, который согласился безвозмездно помочь начинающей группе. В оформлении альбома использованы персонажи из комикса Линча Killcritter City.

## Список композиций
1. «Stroitel»
2. «Ua-A-A!»
3. «Catch U»
4. «Boombaster»
5. «Moon»
6. «Wake Up»
7. «O-Djaz»
8. «Tibet+6++»
9. «Down & Down»
10. «Open My Eyes»
11. «Eats Your Popcorn»
12. «I Hate This Sound»
13. «Ua-a-a!» (YOW-ROW remix from GARI) — бонус-трек, доступный только на японском издании альбома.

## Участники записи
- Ольга Чубарова — вокал, тексты
- Антон Залыгин — гитара, электроника, музыка, программирование, продакшн
- Михаил Зенцов — барабаны
- Сергей Чернов — бас
- Юрий «Шиповник» Момсин — программирование, продакшн